# Гесвайнштайн
Гесвайнштайн (нім. Gößweinstein) — громада в Німеччині, розташована в землі Баварія. Підпорядковується адміністративному округу Верхня Франконія. Входить до складу району Форхгайм.
Площа — 57,70 км2. Населення становить 4084 ос. (станом на 31 грудня 2020).

## Географії

### Адміністративний поділ
Громада  складається з 30 районів:
- Аллерсдорф
- Альтенталь
- Берінгерсмюле
- Безенбіркіг
- Ецдорф
- Гайзельгеге
- Гесвайнштайн
- Гардт
- Гартенройт
- Гюнерло
- Гунгенберг
- Кляйнгезе
- Кольштайн
- Крахерсгеге
- Ляймерсберг
- Лойцдорф
- Моріц
- Моршройт
- Мошендорф
- Прюгельдорф
- Саксоніядорф
- Саксоніямюле
- Заттельманнсбург
- Штадельгофен
- Штемпфермюле
- Тюркельштайн
- Юляйнсгоф
- Унтерайльсфельд
- Віксенштайн
- Вельм